# Gouvernement Yonli II
IVe République
Paramanga Ernest Yonli I Tertius Zongo
Le gouvernement Paramanga Ernest Yonli II est formé le 6 janvier 2006 par Paramanga Ernest Yonli, à la suite de sa propre démission, à la demande du président de la République du Burkina Faso, Blaise Compaoré.

## Composition
- Ministre d’État, ministre des affaires étrangères et de la coopération régionale : Youssouf Ouedraogo
- Ministre d’État ministre de l’agriculture de l’hydraulique et des ressources halieutiques : Salif Diallo
- Ministre de la santé : Bedouma Alain Yoda
- Ministre de la justice Garde des sceaux : Boureima Badini
- Ministre de la défense : Yéro Boly
- Ministre de l’administration territoriale et de la décentralisation : Clément Sawadogo
- Ministre de la sécurité : Djibrill Bassolé
- Ministre des Finances et du Budget : Jean-Baptiste Compare
- Ministre de l’économie et du développement : Seydou Bouda
- Ministre des Transports : Gilbert Noël Ouedraogo
- Ministre des mines des carrières et de l’énergie : Monsieur Abdoulaye Abdoulkader Cisse
- Ministre du commerce, de la promotion de l’entreprise et de l’artisanat : Bénoît Ouattara
- Ministre des Infrastructures et du désenclavement : Hyppolite Lingani
- Ministre des enseignements secondaire supérieur et de la recherche scientifique : Joseph Paré
- Ministre de l’enseignement de base et de l’alphabétisation : Marie Odile Bonkoungou née Balima
- Ministre du Travail et de la Sécurité sociale : Jérôme Bougouma
- Ministre de la Fonction publique et de la reforme de l’État : Lassané Sawadogo
- Ministre de la culture, des arts et du tourisme : Aline Koala
- Ministre de l’environnement et du cadre de vie : Laurent Sedego
- Ministre des Postes et des Technologies de l’Information et de la Communication : Joachim Tankoano
- Ministre des Ressources animales : Tiémokoa Konaté
- Ministre de l’action sociale et de la solidarité nationale : Pascaline Tamini
- Ministre de l’information : Joseph Kahoun
- Ministre de la promotion de la femme : Gisèle Guigma
- Ministre des relations avec le Parlement, porte parole du gouvernement : Adama Fofana
- Ministre de la promotion des droits humains : Monique Ilboudo
- Ministre des sports et loisirs : Mori Ardjouma Jean-Pierre Palm
- Ministre de la Jeunesse et de l’Emploi : Justin Koutaba
- Ministre de l’Habitat et de l’Urbanisme : Sékou Ba
- Ministre délégué auprès du ministre des Affaires étrangères et de la coopération régionale, chargé de la coopération régionale : Jean de Dieu Somda
- Ministre Délégué auprès du ministre des Enseignements secondaire, supérieur et de la Recherche scientifique, chargé de l’Enseignement technique et professionnel : Hyppolite Ouedraogo
- Ministre délégué auprès du ministre de l’enseignement de base et de l’alphabétisation, chargé de l’alphabétisation et de l’éducation non formelle : Amadou Diemdoda Dicko
- Ministre délégué auprès du ministre d’État, ministre de l’Agriculture et des ressources Halieutiques, chargé de l’Agriculture :  Bonoudaba Dabire
- Ministre Délégué auprès du ministre de l’Administration Territoriale et de la décentralisation, chargé des Collectivités locales : Soungalo Ouattara
- Secrétaire général du gouvernement : Zakaria Soré